# Gabrje (gmina Novo mesto)
Gabrje – wieś w Słowenii, w gminie miejskiej Novo mesto. W 2018 roku liczyła 597 mieszkańców. 